# Haiti
Haiti, plným názvem Republika Haiti (francouzsky République d'Haïti, haitsky Repiblik Ayiti), je stát v západní části ostrova Hispaniola v Karibském moři v souostroví Velké Antily. Na východní části ostrova se nachází Dominikánská republika, s níž má Haiti 360 km dlouhou suchozemskou hranici. Ayiti (země vysokých hor) bylo jméno původních obyvatel pro hornatou západní část ostrova. Hlavním městem je Port-au-Prince (1 277 000 obyvatel). Úředními jazyky jsou haitská kreolština a francouzština.
Haiti je z etnologicko-lingvistického hlediska unikátem. Je prvním nezávislým státem v Latinské Americe, prvním postkoloniálními černochy vedeným státem a jediným státem, který získal nezávislost po úspěšném povstání otroků. Haiťané jsou jediným nezávislým frankofonním národem na západní polokouli.
Haiti je také nejchudší zemí amerického kontinentu podle Indexu lidského rozvoje. Dějiny Haiti byly poznamenány politickým násilím a masivním zemětřesením v roce 2010. V dubnu 2004 byl po armádní vzpouře prezident Jean-Bertrand Aristide donucen k odchodu do exilu a dočasnou kontrolu nad zemí převzala stabilizační mise OSN.
Od roku 2018 země prochází závažnou politickou a bezpečnostní krizí a je považována za téměř zhroucený stát. Části země, včetně hlavního města, ovládají od roku 2021 zločinecké gangy. Proti nim byla zřízena policejní mise OSN, kterou vede Keňa.

## Historie
Pro Evropany ostrov objevil Kryštof Kolumbus při své první plavbě 5. prosince 1492, kdy zde jeho loď Santa María najela na mělčinu. Nazval jej „La Espaňola“ (Malé Španělsko, latinsky Hispaniola) a založil zde první španělskou osadu v Americe – La Navidad (Vánoce), ta ovšem o rok později byla zničena domorodci. Kolumbův bratr Bartoloměj na území dnešní Dominikánské republiky založil nové hlavní město Santo Domingo, ostrov se stal španělskou kolonií a původní indiánské obyvatelstvo bylo do roku 1533 vyhlazeno, z velké části evropskými nemocemi jako černé neštovice. K práci na plantážích se začali přivážet černošští otroci z Afriky. V 17. století se na severozápadě ostrova (na území dnešního státu Haiti) a na blízkém ostrově Tortuga začali usazovat piráti, především francouzští a v roce 1697 bylo území prohlášeno francouzskou kolonií Saint-Domingue.

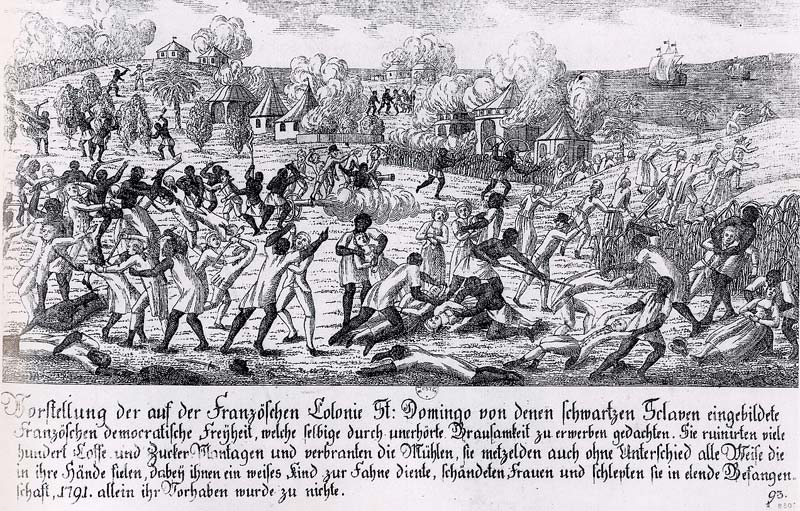
Povstání otroků v roce 1791

Zatímco východní španělská strana ostrova byla poměrně zanedbána, francouzská strana prosperovala a stala se nejbohatší kolonií v celé Americe, odkud se vyváželo velké množství cukru a kávy. Po Velké francouzské revoluci došlo k obrovskému povstání černochů a mulatů. Otrok Toussaint Louverture jako vůdce povstalců ovládl roku 1791 francouzskou i východní španělskou část ostrova a vládl zde jako guvernér. V roce 1802 byl zajat Francouzi. Další povstání vedené černochem Dessalinesem vyhnalo Francouze ze země a 1. ledna 1804 byla vyhlášena nezávislost, po USA druhá na americkém kontinentu. Dessalines se prohlásil císařem. Císař Dessalines vydal 22. února 1804 dekret, kterým oficiálně nařídil masakr bílého obyvatelstva a zabavení jejich majetku. Vraždění bylo oficiálně ukončeno dne 22. dubna 1804. Až na výjimky (lékaři, kněží, polští dezertéři z francouzské armády, němečtí osadníci), bylo bílé obyvatelstvo během dvou měsíců vyvražděno, včetně žen a dětí. Celkem bylo zmasakrováno odhadem 3000–5000 obyvatel, a to i těch, kteří s černochy sympatizovali. Sám císař Desallines byl v roce 1806 zavražděn. Jeho nástupce král Henri I. vládl do roku 1820. Právě Henri I. byl mimo jiné iniciátorem výstavby citadely Laferrière a paláce Sans Souci na severu země – jediných haitských památek zapsaných na seznamu světového kulturního dědictví UNESCO. V letech 1822–1844 bylo Haiti republikou v čele s prezidentem Boyerem. V roce 1844 východní část ostrova vyhlásila samostatnou Dominikánskou republiku. V letech 1915–1934 bylo Haiti okupováno USA.

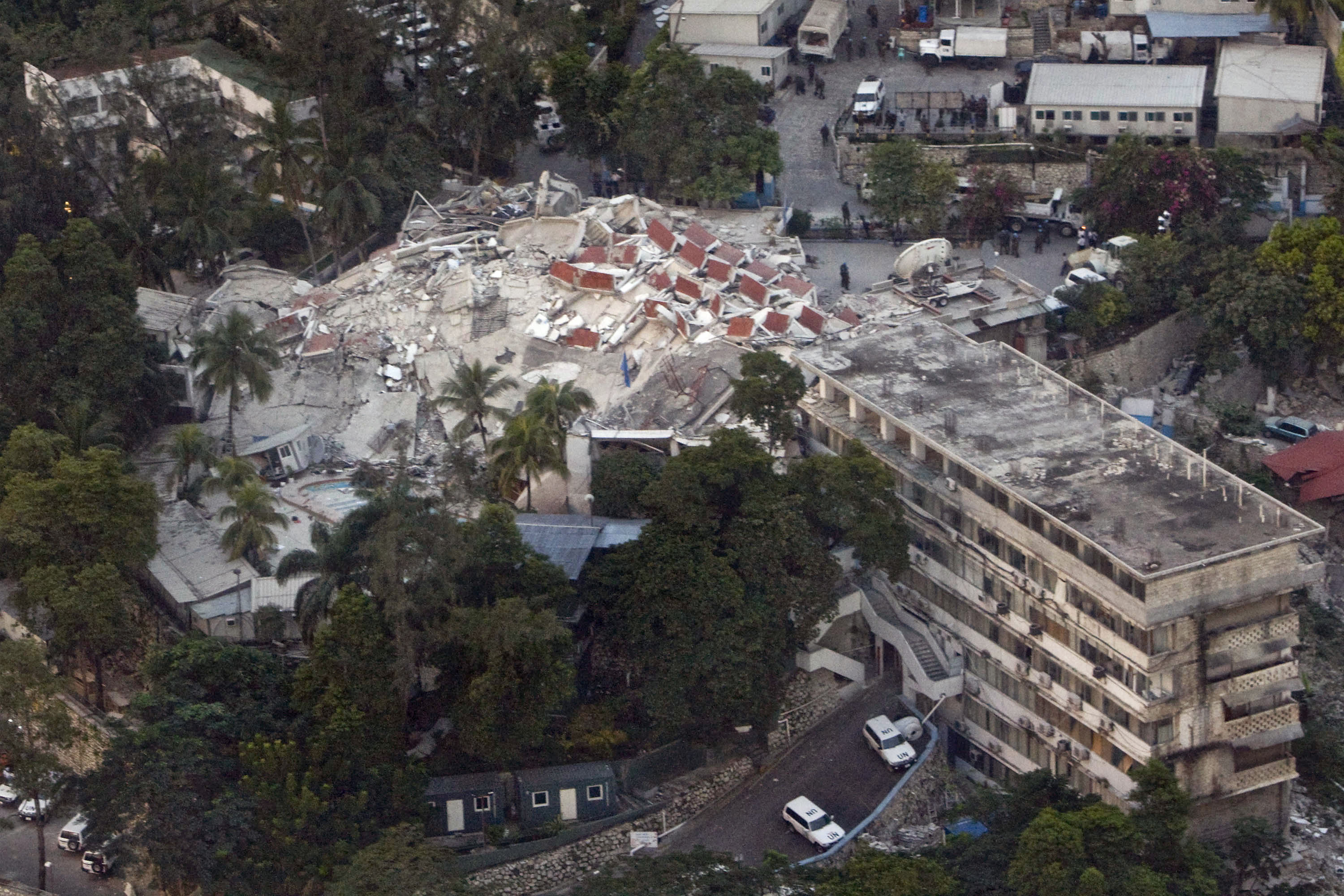
Zemětřesení 12. ledna 2010

V roce 1957 se po zmanipulovaných volbách dostal k moci François Duvalier známý také jako Papa Doc a nastolil diktaturu. USA si od jeho podpory slibovaly zastavení šíření komunismu v oblasti Karibiku. Výsledkem ale byla jedna z nejkrvavějších diktatur na západní polokouli, totální rozpad hospodářství a absolutní nedodržování lidských práv. Během jeho vlády bylo zabito až 60 tisíc lidí. Po smrti Duvaliera v roce 1971 přešla prezidentská funkce na jeho devatenáctiletého syna Jean-Claude Duvaliera, zvaného Baby Doc, který provedl jisté reformy, ale nezabránil dalšímu růstu korupce. V roce 1986 byl donucen prchnout do exilu a s sebou odnesl i velkou část haitského státního pokladu. V roce 1994 vyvrcholila nestabilita v zemi další intervencí Spojených států, která opět nastolila vládu Jean-Bertranda Aristidea zvoleného v prvních demokratických volbách v roce 1991. Další nepokoje v zemi proběhly v roce 2004. Od roku 2004 na Haiti působila stabilizační mise OSN do roku 2017, druhá pak do roku 2019.
12. ledna 2010 v 16:53 hodin místního času postihlo Haiti nejsilnější zemětřesení za posledních 200 let o síle 7,0 Richterovy stupnice. Hlavní město Port-au-Prince, jež se nacházelo v bezprostřední blízkosti epicentra (cca 15 km), bylo zemětřesením z velké části zničeno. Počet obětí zemětřesení vystoupal na 212 000 potvrzených mrtvých.
Od roku 2018 probíhá v zemi významná ekonomická, bezpečnostní a politická krize.
V roce 2021 proběhl v zemi státní převrat, při kterém najatí ozbrojenci zastřelili prezidenta Jovenela Moïse. Následně v zemi vypukla ústavní krize a boj o moc, mimo jiné mezi prozatímním premiérem Claudem Josephem a nově jmenovaným premiérem Arielem Henrym. Většinu území hlavního města od té doby ovládají gangy. Téže roku poté zasáhlo Haiti zemětřesení o síle 7,2 Richterovy škály. Vyžádalo si přes dva tisíce obětí. Vůdce jednoho z haitských gangů, které od roku 2021 ovládají téměř celé území hlavního města, v březnu 2024 uvedl, že požaduje rezignaci premiéra Ariela Henryho. V opačném případě začnou gangy dle jeho slov v zemi občanskou válku a spáchají genocidu. Na území země byl vyhlášen výjimečný stav. Henry krátce poté na funkci skutečně rezignoval a došlo k ustanovení tzv. přechodné rady.

## Státní symboly

### Vlajka
Haitská vlajka je tvořena dvěma vodorovnými pruhy: červeným a modrým. Uprostřed státní vlajky je navíc umístěn v bílém obdélníku státní znak.

### Znak
Státní znak Haiti je tvořen královskou palmou v přirozených barvách, vyrůstající ze zeleného trávníku. Z její koruny vystupuje hnědá hůl s modro-červenou frygickou čapkou. Po obou stranách palmy jsou za sebou vždy tři skloněné haitské prapory na žerdích zakončených zlatými hroty a modro-červenými stuhami. Mezi kmenem palmy a prapory jsou umístěny trojice hnědých ručnic se stříbrnými bodáky. Před palmou jsou dvě stříbrné sekery s hnědými topůrky, zlatý buben s modrým okrajem a červenou šňůrou. Po stranách bubnu jsou bronzová děla. Na hlavních je heraldicky vpravo vojenská čapka s modrou ozdobou, vlevo pak zlatá přilba s červeným chocholem. U levého (z heraldického hlediska) stojí zlatá trubka a zlatý vytěrák, u pravého zlatá polnice a zlatý nabiják. Před děly leží stříbrné váčky na střelný prach, bronzové dělové koule (volné i v pyramidách) a před bubnem přetržený zlatý řetěz. Heraldicky vlevo od děla je bronzová kotva, částečně zapuštěná do země, vpravo volně položená. Za nimi jsou lodní stožáry s červenými fábory. Pod znakem je na trávníku stříbrná stuha s černým francouzským mottem L'UNION FAIT LA FORCE (česky V jednotě je síla).

## Geografie

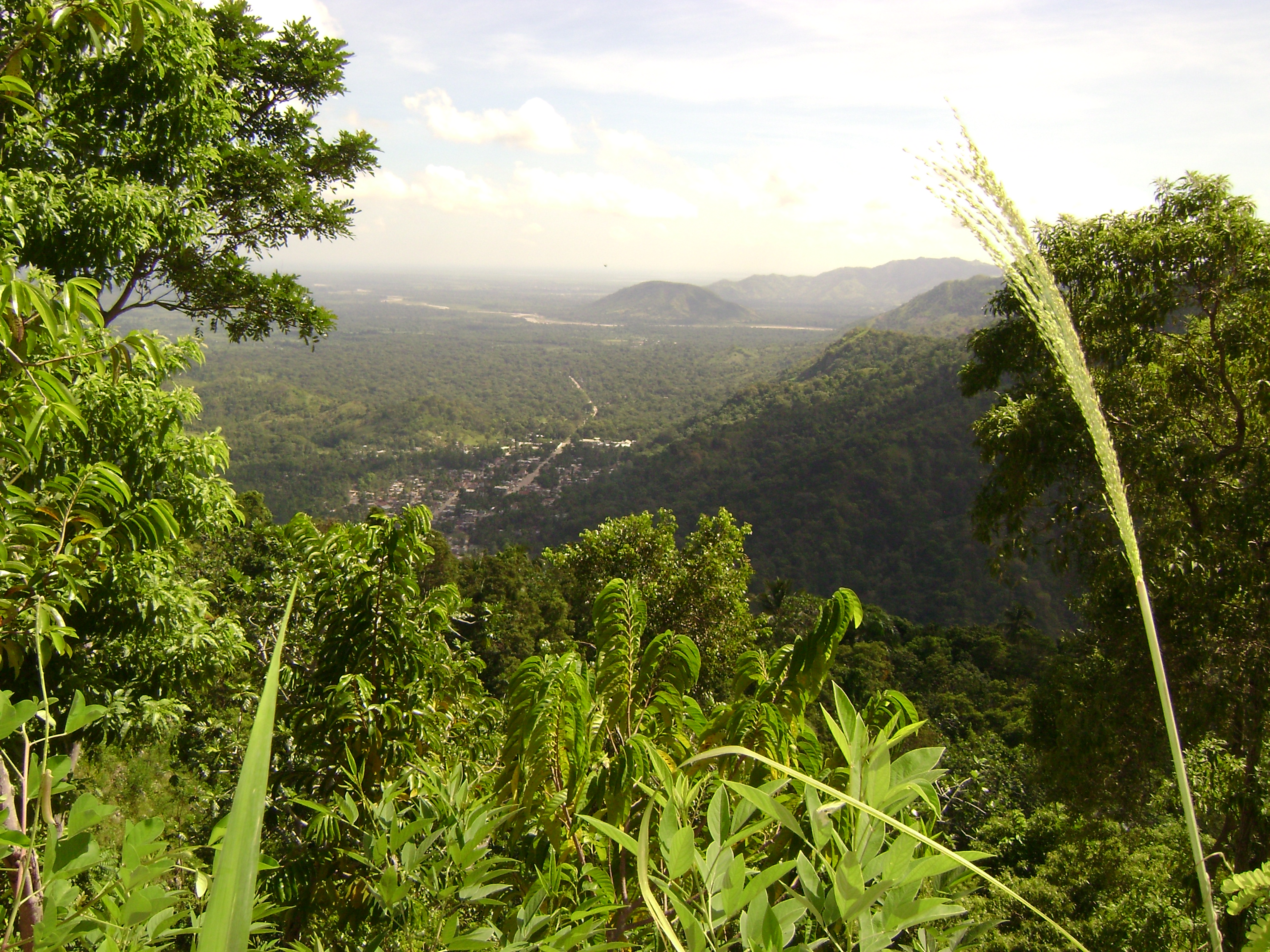
Pohled do údolí města Milot

Haiti leží v západní části ostrova Hispaniola, který je druhý největší ve Velkých Antilách. Jedná se o třetí největší stát v Karibiku mezi Kubou a Dominikánskou republikou, s níž sdílí 360 km dlouhou hranici. Území je většinou hornaté s malými rovinami u pobřeží a s říčními údolími. Nejvyšší hora Chaine de la Selle má výšku 2 680 metrů. K haitské republice patří i menší ostrovy La Gonâve, La Tortue (Tortuga), Les Cayemites, Ile de Anacaona a La Grande Caye.

### Podnebí
Podnebí ostrova je tropické, nicméně vlhkost vzduchu zdaleka nedosahuje takových hodnot jako v jiných částech Karibiku. Nejteplejším měsícem je srpen, kdy se průměrná teplota pohybuje kolem 30 °C, naopak nejchladnější je přelom prosince a ledna s teplotou okolo 28 °C. Pro Haiti jsou charakteristická dvě období dešťů, přičemž první a taktéž hlavní dešťové období probíhá na jaře během dubna a května, druhé na podzim v srpnu až říjnu. Od prosince Haiti pro změnu doprovází období sucha. Roční úhrn srážek se drží u průměrné hodnoty 1 350 mm. Od července do října je Haiti, především jeho jižní pobřeží, ohrožováno hurikány.

### Flóra
Ostrovu dominuje, díky svému podnebí, tropické a subtropické rostlinstvo, které je velmi pestré a bohaté. Pro horské oblasti je typická borovice karibská (Pinus caribaea) a některá vzácná dřeva jako například mahagon. Na návětrných stranách hor se rozkládají deštné lesy, nižší polohy jsou pokryty savanami a ostnatými křovinami. Největší potíží místní flóry se zdá být problém masivní deforestace; v roce 1925 pokrývaly původní lesy 60 % země v horské oblasti, avšak od té doby bylo obyvateli ostrova vykáceno 98 % lesů jako palivo. Odlesnění způsobuje erozi zemědělské půdy a dezertifikaci. Kromě toho znásobuje účinky povodní způsobených častými hurikány.
Mezi pozoruhodné stromy na Haiti zcela patří akácie (Acacia), chlebovník obecný (Artocarpus altilis) či kokosovník ořechoplodý (Cocos nucifera).

### Fauna
U haitské fauny je nutné zmínit, že většina zdejších druhů není původní, neboť byla na ostrov přivezena kolonialisty. Z původních druhů lze uvést kupříkladu endemického savce štětinatce haitského (Solenodon paradoxus), který je na Haiti chráněn zákonem. Haiti je také domovem pro více než dvě stovky vodních i suchozemských ptáků jako pelikán hnědý (Pelecanus occidentalis), buřňák černotemenný (Pterodroma hasitata) a volavka bílá (Ardea alba).

V pobřežních vodách anebo v jejich blízkosti žijí nebezpečné druhy plazů; především krokodýl americký (Crocodylus acutus) a méně nebezpečný leguán nosorohý (Cyclura cornuta). Hojně se na Haiti objevují také netopýři.

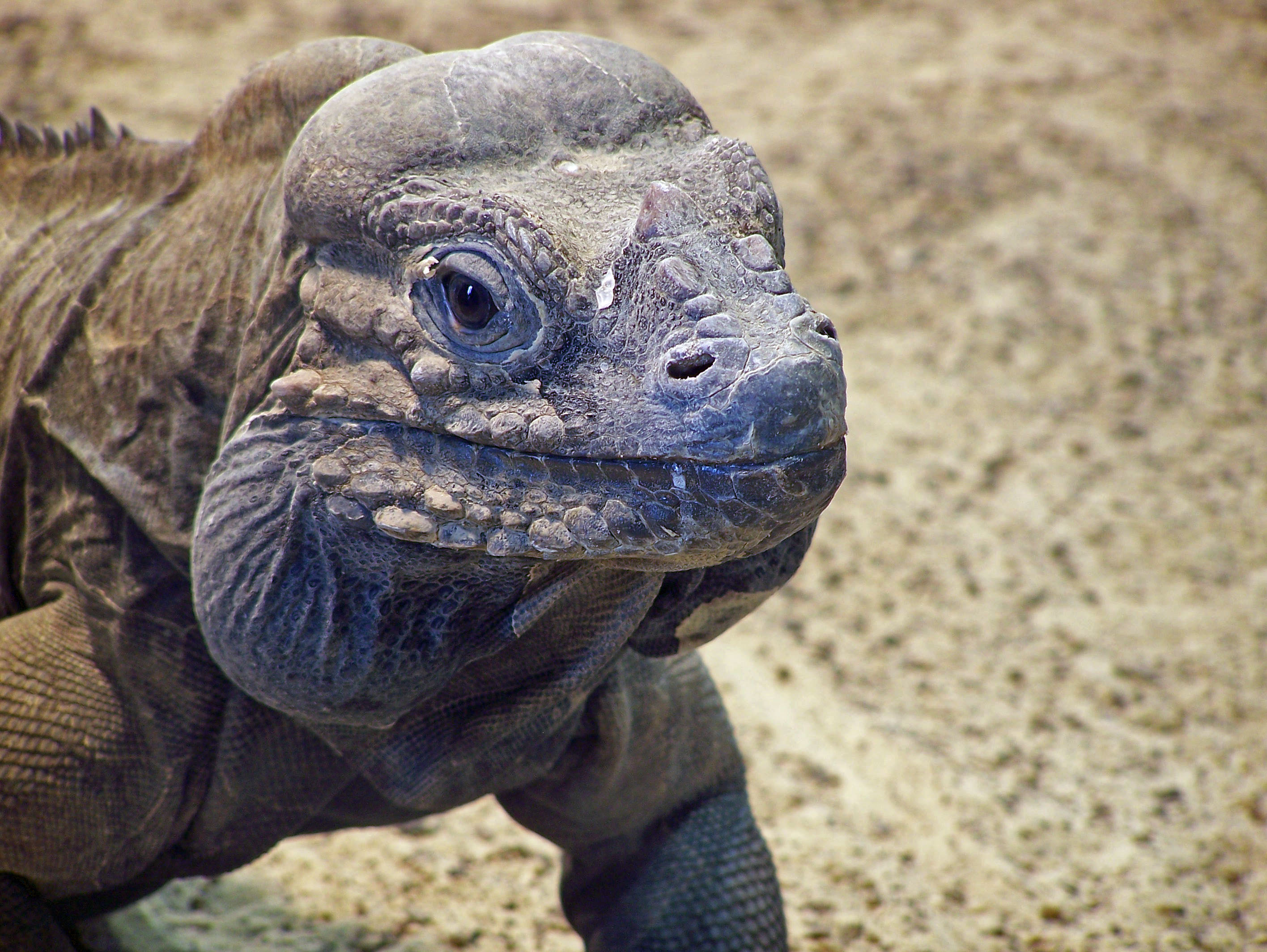
Cyclura cornuta
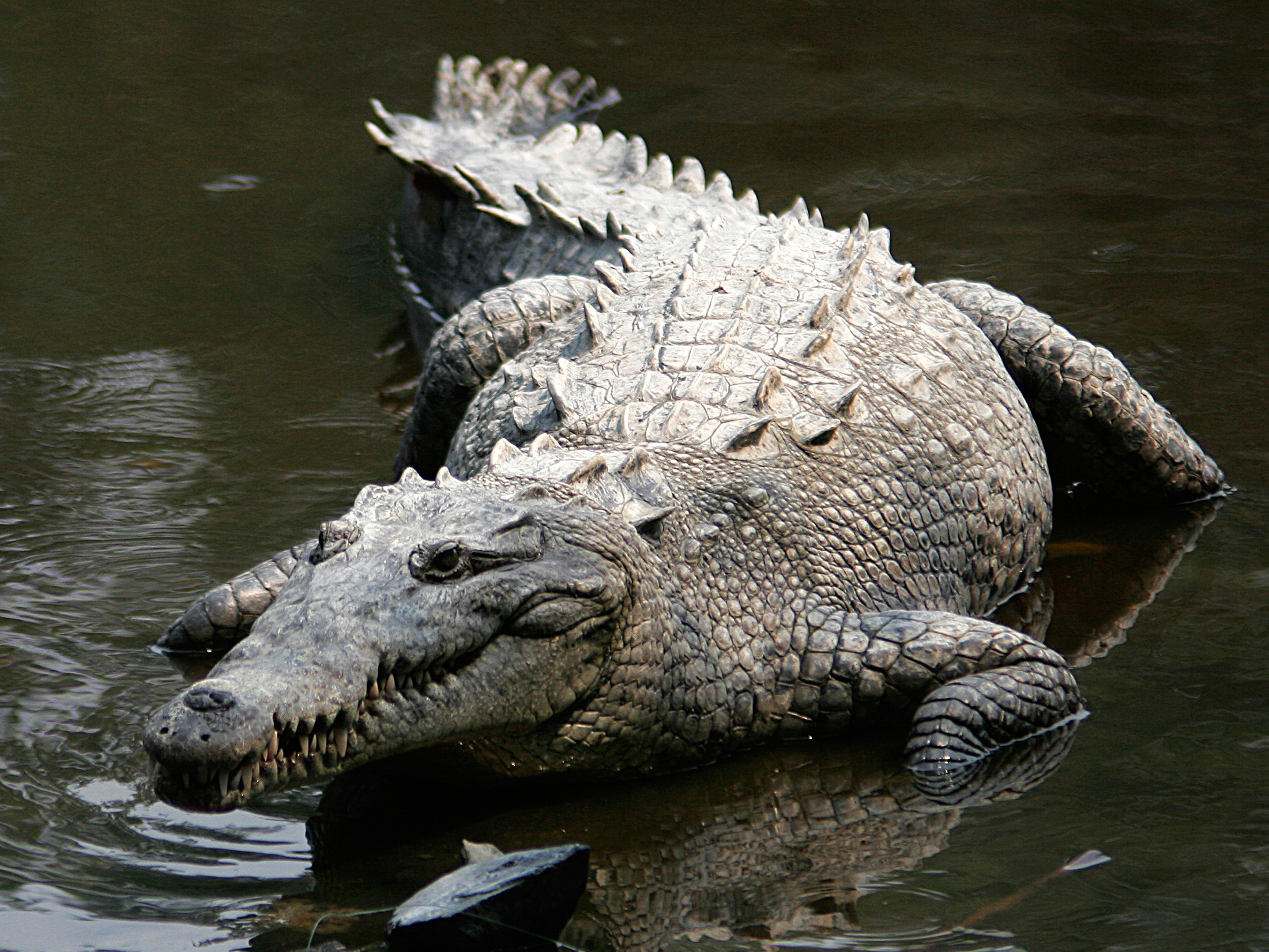
Crocodylus acutus
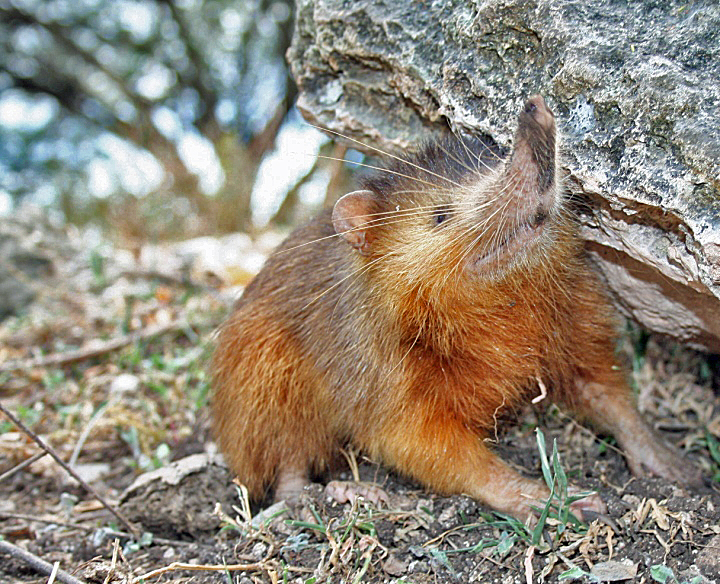
Solenodon paradoxus
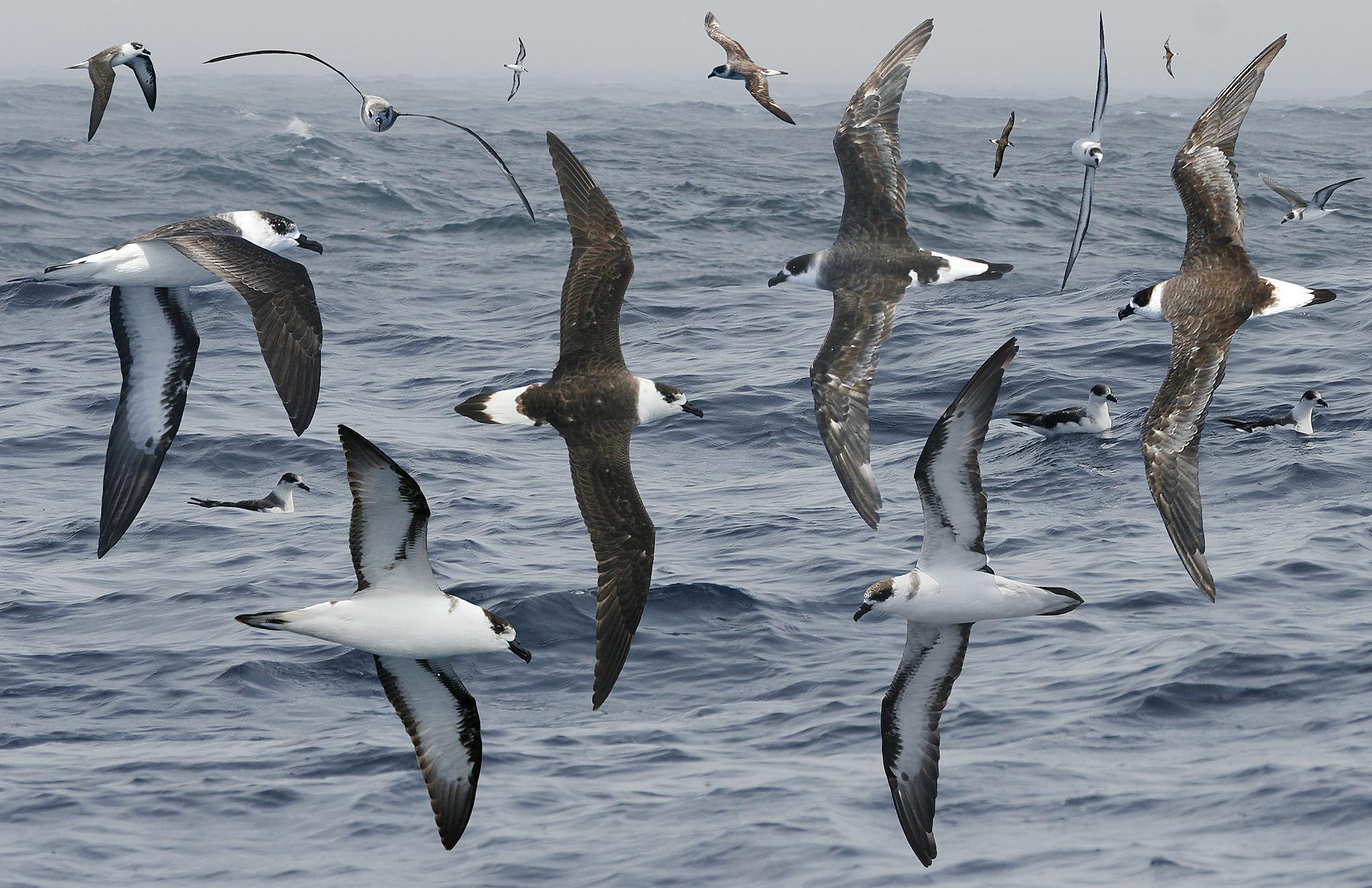
Pterodroma hasitata
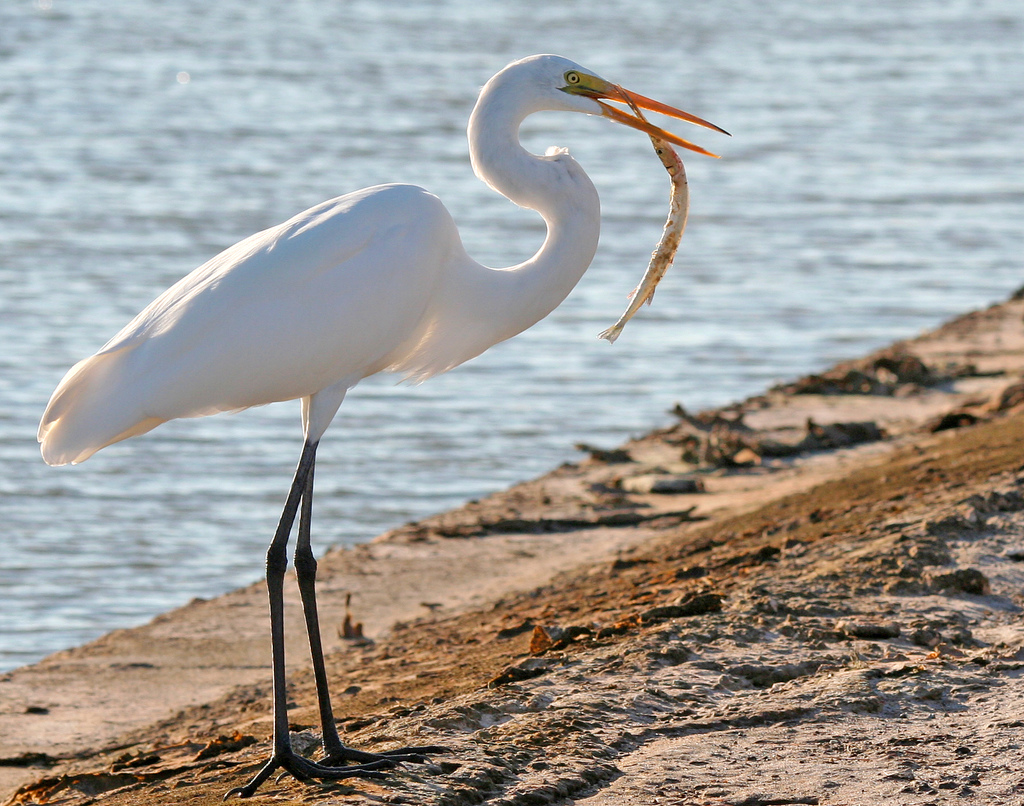
Ardea alba
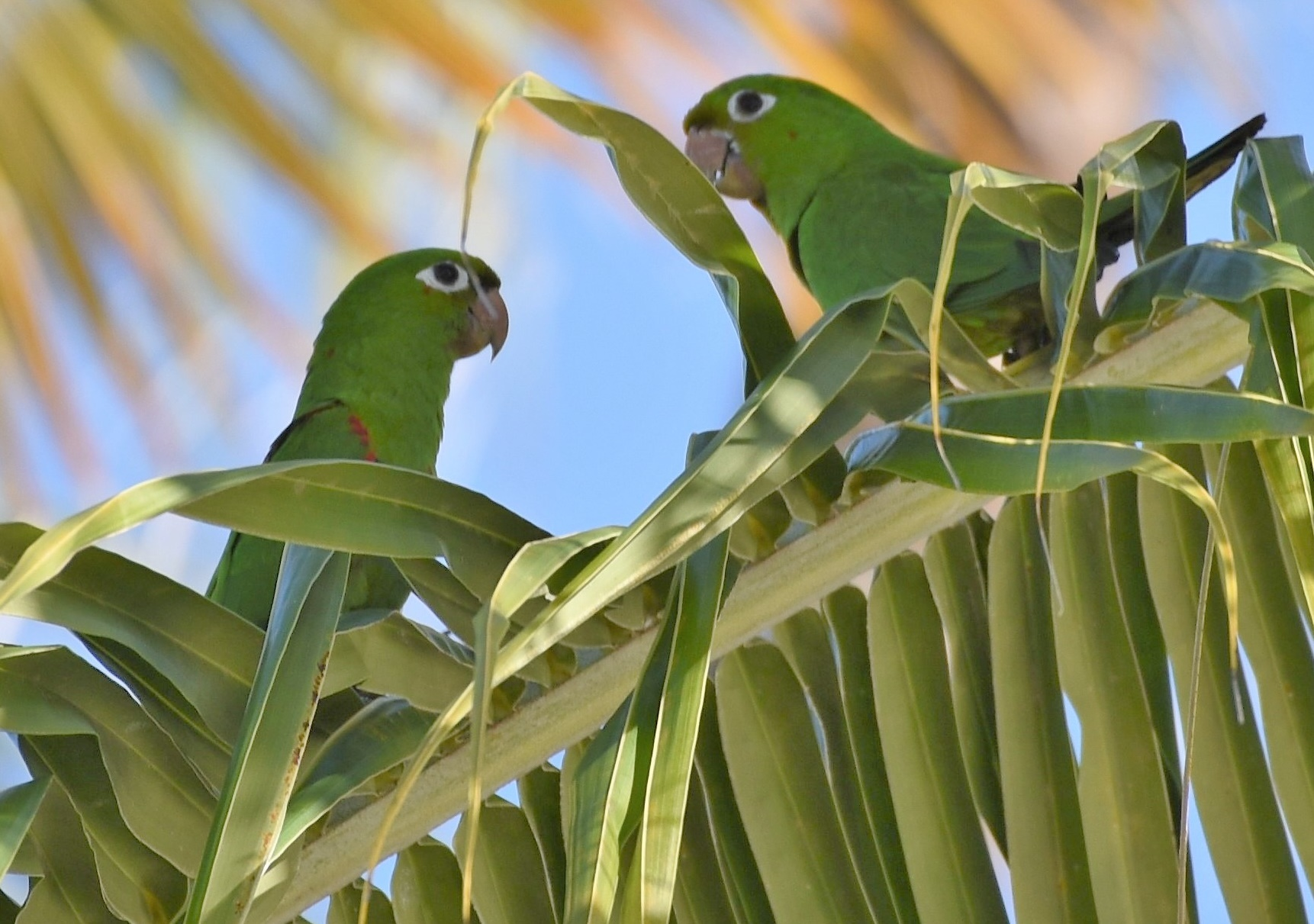
Psittacara chloropterus

## Politika

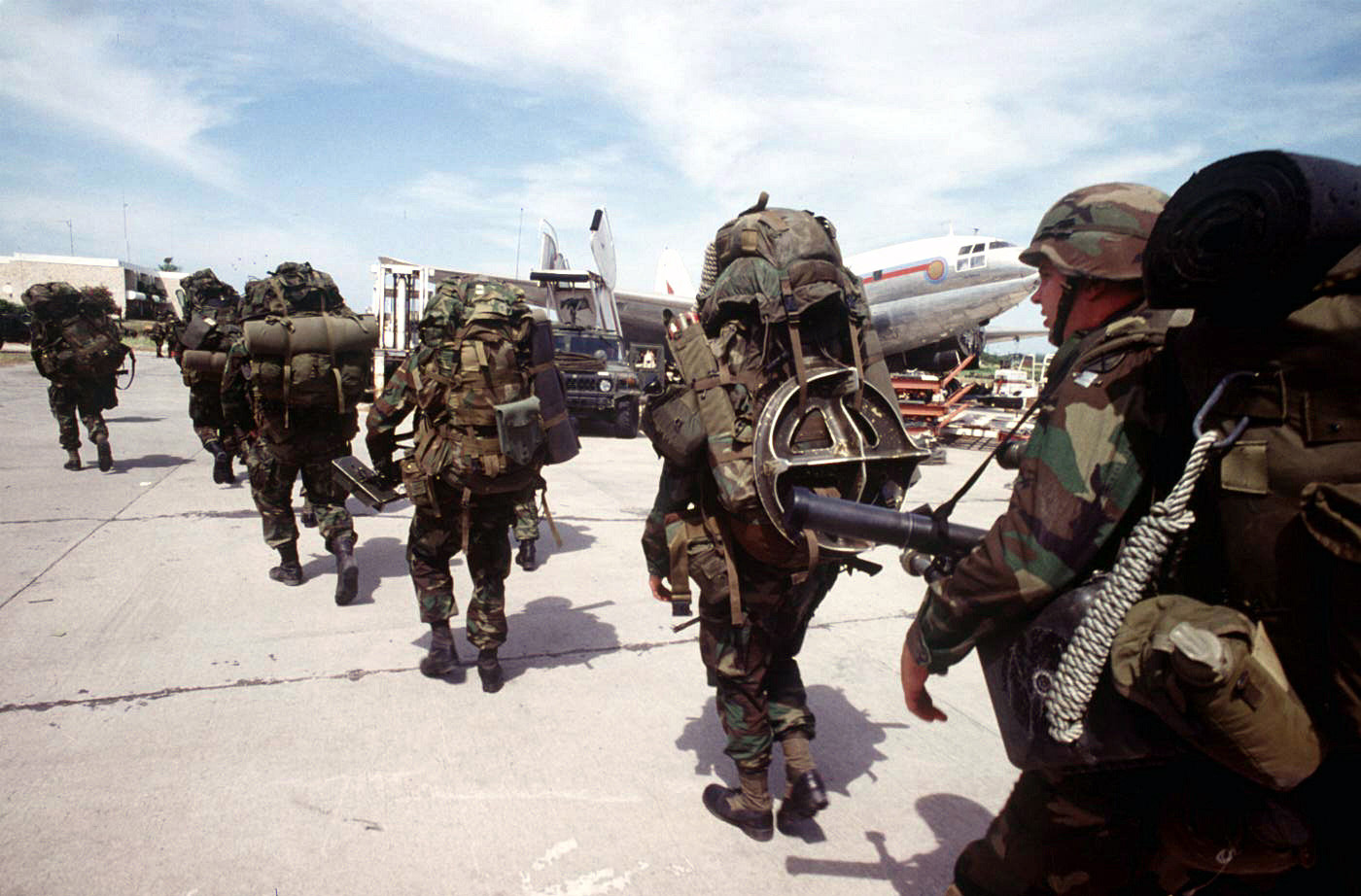
Americká invaze na Haiti, která v roce 1994 nastolila vládu Jean-Bertranda Aristidea

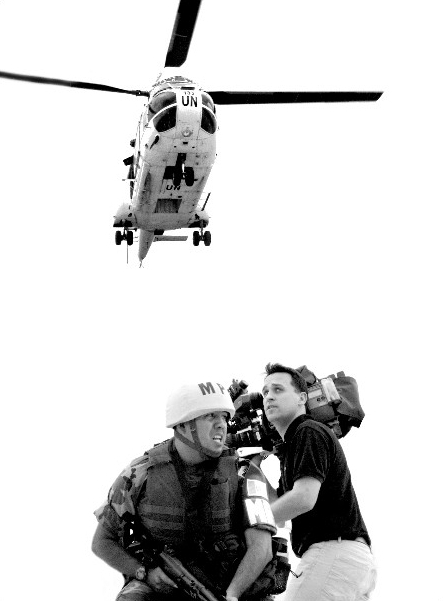
MINUSTAH (foto: Patrick-André Perron)

Haiti je poloprezidentská republika, prezident je volen v přímé volbě. Premiér země je jmenován prezidentem a vybírán stranou, která má většinu v Národním shromáždění. Výkonná moc je rozdělena mezi prezidenta a premiéra, kteří dohromady jmenují vládu.
Moc zákonodárnou má jak vláda, tak obě komory parlamentu. Haiti je unitární stát, v němž centrální vláda deleguje na jednotlivé departementy, bez nutnosti ústavních změn. Současný politický systém je založen na ústavě z roku 1987.
V pořadí 45. prezident Haiti, Jovenel Moise, byl 7. července 2021 zastřelen neznámými útočníky ve své soukromé rezidenci.
Právní řád Haiti je odvozen z Napoleonova zákoníku. V roce 2010 Haitská národní policie měla 7000 členů.

### Politické dějiny
Haiti je jedinou zemí na západní polokouli vytvořenou po vítězné revoluci otroků, avšak s dlouhou historii vlády diktátorů. Ve své dvousetleté historii prodělala haitská politika 32 převratů a také intervence mocností, ať už Francie, nebo Spojených států.
Podle Indexu vnímání korupce z roku 2006 existuje silná korelace mezi korupcí a chudobou a v tomto měření mělo Haiti nejvyšší úroveň vnímané korupce ze zkoumaných zemí. Podle Mezinárodního červeného kříže sedm z deseti Haiťanů žije za méně než 2 dolary za den.

### Administrativní dělení
Haiti je unitární stát, který se dělí do 10 departementů.
- Artibonite
- Centre
- Grand'Anse
- Nippes
- Nord
- Nord-Est
- Nord-Ouest
- Ouest
- Sud-Est
- Sud

## Obyvatelstvo

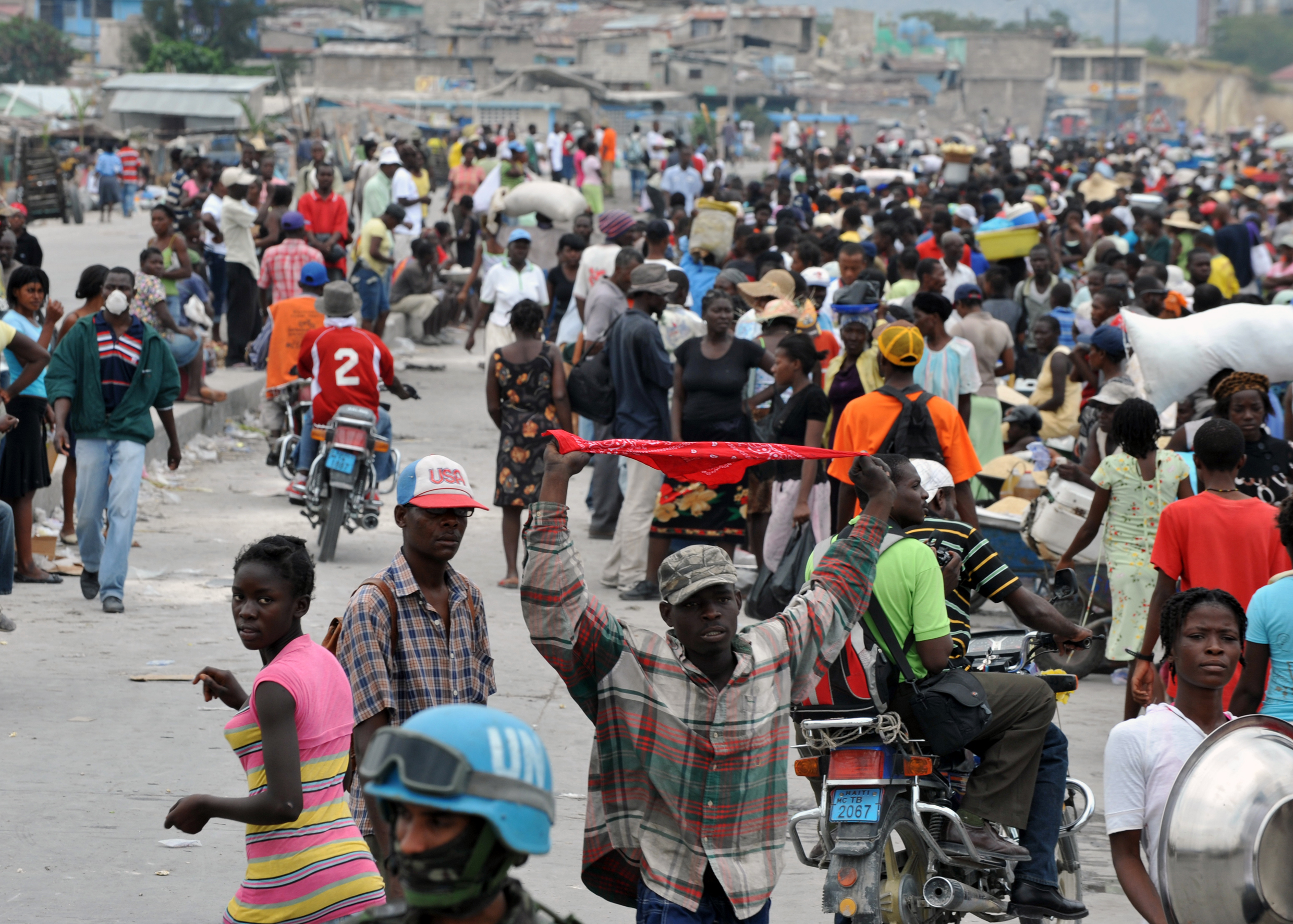
Obyvatelé Port-au-Prince v lednu 2010

Hustota zalidnění na Haiti se pohybuje okolo 360 lidí na kilometr čtvereční. Obyvatelstvo je soustředěno především ve velkých městech, podél pobřeží a údolí. Hornaté vnitrozemí je osídleno málo. Počet obyvatel pravděpodobně překročil 10 milionů a celou polovinu populace tvoří lidé mladší dvaceti let. Při prvním formálním sčítání v roce 1950 byl počet obyvatel 3 miliony. Haiťanky jsou tak nejplodnější ženy západní polokoule. 90–95 % obyvatel Haiti je afrického původu; zbývajících 5–10 % jsou mulati. Malá část nečernošského obyvatelstva je tvořena převážně Araby a Západoevropany (Francouzi, Němci, Španěly a Portugalci). Ačkoli jsou mulati jen malou menšinou, zemi dominují politicky i ekonomicky.

### Jazyk
Oficiálními jazyky jsou francouzština a haitská kreolština. Francouzština je vyučována ve školách, používají jí úřady a podnikatelský sektor. Většina Haiťanů však mluví haitskou kreolštinou, která vznikla smíšením francouzštiny s africkými jazyky a španělštinou. Španělštinu ovládá velká část populace.

### Náboženství
Haiti je křesťanská země, k římskokatolické církvi se hlásí 80 % obyvatel. K protestantským denominacím se hlásí 16 % populace. Asi polovina Haiťanů praktikuje synkretické woodoo, které vzniklo smíšením původních afrických tradic s katolicismem a s prvky náboženství původních domorodců.

## Ekonomika
Ekonomika Haiti se stále zotavuje z ničivého zemětřesení v lednu 2010. Hrubý domácí produkt v roce 2010 spadl o 8 procent (z 12,15 miliard dolarů na 11,18 miliard) a HDP v přepočtu na obyvatele zůstalo nezměněné: 1 200 dolarů. Porovnání socio-ekonomických indikátorů ukazuje, že Haiti zaostává za jinými rozvojovými zeměmi (zejména na západní polokouli), od roku 1980. V indexu lidského rozvoje Organizace spojených národů je Haiti zařazeno na 161. místě ze 186 zemí.
CIA World Factbook hlásí nedostatek pracovních sil, rozsáhlou nezaměstnanost („dvě třetiny pracovních sil nemají formální práci“), dále popisuje Haiti před zemětřesením jako „nejchudší zemi západní polokoule s 80 % žijícími pod hranicí chudoby“. Většina Haiťanů žije za 2 dolary nebo méně na den.
Míra gramotnosti v dospělé populaci je podle odhadu OSN 65,3 % a Světová banka odhadla, že v roce 2004 80% vysokoškolských absolventů žilo v cizině a peníze poslané jimi domů představují 52,7 % HDP země. Cité Soleil je považováno za nejhorší slum v Americe a většina z jeho 500 000 obyvatel žije v extrémní chudobě. Více než 250 000 dětí je kvůli chudobě nuceno pracovat jako neplacení služebníci v domácnostech; OSN to považují za formu moderního otroctví.
66 % všech Haiťanů pracuje v zemědělském sektoru, který se skládá převážně z malých samoživitelských hospodářství, ale tato aktivita tvoří jen 30 % HDP. Během uplynulého desetiletí nebylo v zemi vytvořeno mnoho oficiálních pracovních míst, nicméně neformální ekonomika roste. Nejvýznamnějšími vývozními artikly jsou mango a káva.
Zahraniční pomoc tvoří 30–40 % národního rozpočtu. Největšími dárci jsou Spojené státy americké, Kanada a Evropská unie. Od roku 1990 do roku 2003 Haiti obdrželo více než 4 miliardy dolarů zahraniční pomoci. Spojené státy poskytly Haiti 1,5 miliardy dolarů pomoci. Venezuela a Kuba také poskytly různé příspěvky do ekonomiky Haiti. V lednu 2010 Čína přislíbila 4,2 milionů dolarů na pomoc zemětřesením zasaženému ostrovu, pomoc v hodnotě 1,15 miliard dolarů přislíbil americký prezident Obama, Evropská unie přislíbila příspěvek v hodnotě 400 milionů eur na pomoc a rekonstrukci země. Na místě působily i české humanitární organizace ADRA, Charita Česká republika a Člověk v tísni, který za dva a půl roku svého působení pomohl celkem 130 tisícům Haiťanů.
V roce 2005 podle dosahoval celkový zahraniční dluh Haiti 1,3 miliard dolarů, což odpovídá 169 dolarům na osobu. V září 2009 Haiti splnilo podmínky stanovené MMF a Světovou bankou pro zrušení jeho zahraničního dluhu.

## Zdraví
Polovina dětí na Haiti není očkována. Jen 40 % obyvatelstva mělo přístup k základní zdravotní péči. Ještě před zemětřesením v roce 2010 byla skoro polovina všech úmrtí připisována HIV/AIDS, dýchací infekci, meningitidě a průjmovým onemocněním včetně cholery a tyfu[nepřesný odkaz] (podle Světové zdravotnické organizace). Devadesát procent dětí na Haiti trpí nemocemi přenášenými vodou a střevními parazity. Přibližně 5 % dospělé populace na Haiti je nakaženo virem HIV. Výskyt tuberkulózy (TBC) na Haiti je více než desetkrát vyšší než v jiných zemích Latinské Ameriky. 30 000 lidí každý rok onemocní malárií.

## Kultura
Haitská kultura je směsicí evropské, především francouzské kultury, afrických vlivů a kultury původních Taíno, přičemž převažují africké a evropské prvky.

## Haiti a Česká republika

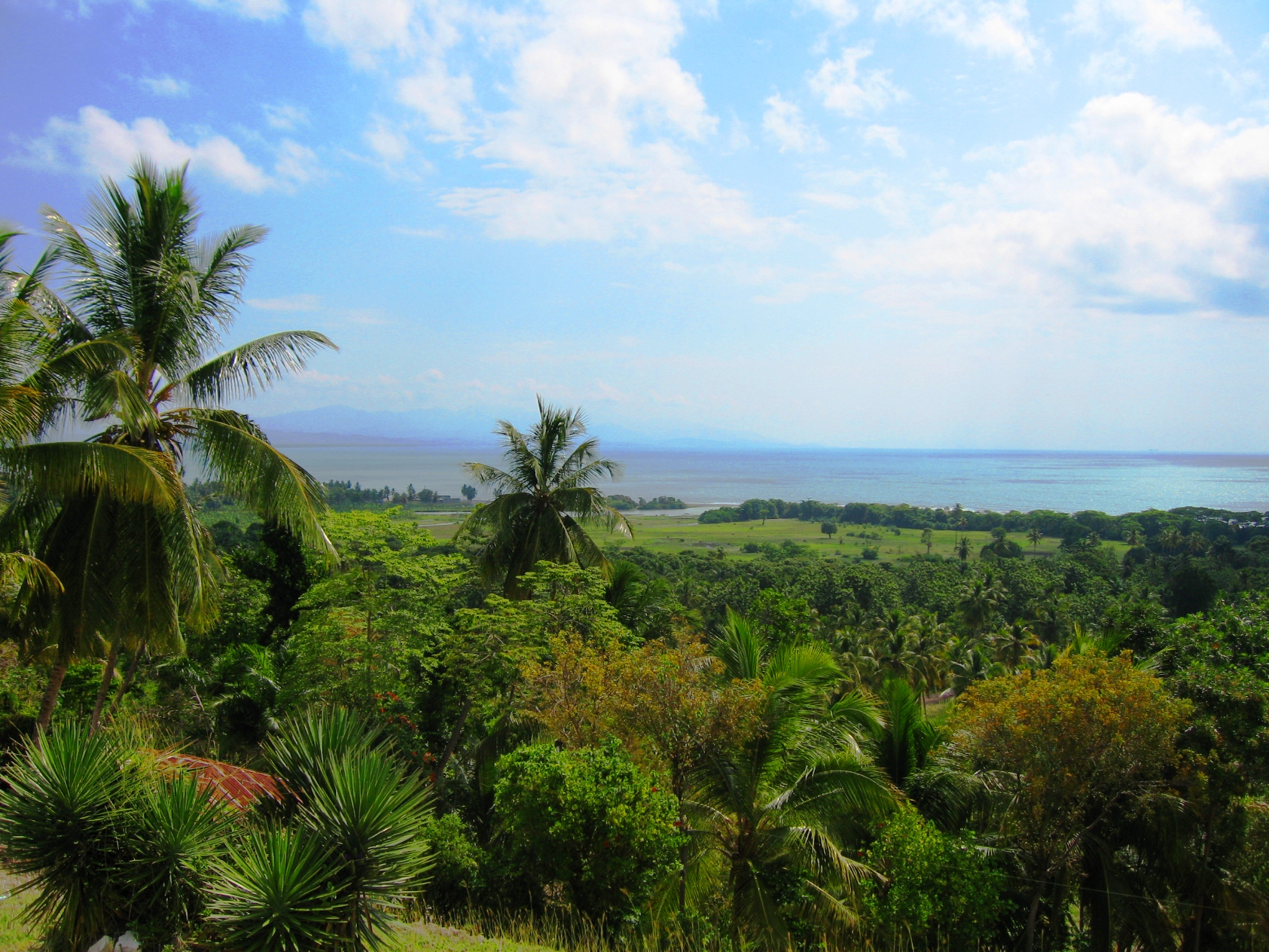
Department du Sud - Haiti

Historie Čechů na Haiti sahá až do 16. století, kdy na Hispaniolu připluli horníci z Čech a Slezska, aby španělským kolonizátorům pomohli s těžbou a zpracováním drahých kovů; nicméně o jejich výpravě se mnoho pramenů nedochovalo. Podle všeho se jednalo o skupinu šestnácti mužů a jedné ženy, kteří vypluli v červenci roku 1528 ze Sevilly a svoji plavbu završili v Santo Domingu v prosinci téhož roku. Z cesty se dochoval seznam pasažérů, kde figuruje jméno Hans Trumpel — jáchymovský dělník, jenž je prohlašovaný za prvního obyvatele země Koruny české, který dosáhl hranic Nového světa. Na první plavbu o několik měsíců později zareagovaly další dvě skupiny dělníků; celkově na Haiti přišlo z Českých zemí a Horních Uher kolem pěti desítek lidí. Pokusy o těžbu však nebyly nijak zvlášť úspěšné; absence lékařské péče i nehostinné tropické podmínky doprovázené úpadem morálky vedly ke smrti osmnácti dělníků. Zbytek skupiny buď v Americe zůstal, anebo se rozhodl odplout zpět do Evropy.
V 18. století Haiti sloužila jako přestupná stanice k břehům pevninské Ameriky, kterou využívali také jezuité z Čech a Moravy mířící šířit svoji víru mezi domorodé obyvatele.
Roku 1937 ve městě Port-au-Prince začala operovat pobočka Baťova závodu, která k roku 1942 čítala sto padesát zaměstnanců a orientovala se na vývoz do Spojených států. Československý podnik na Haiti brzo připoutal pozornost některých českých novinářů; jako příklad lze uvést Edvarda Valentu, který přijel na haitskou pobočku a sepsal několik črt; dnes známé jako literární dílo pod názvem Nejkrásnější země. Strávil zde jeden týden a ve svých textech Haiti popsal jako „ztracený ráj“, jehož lidem vyjádřil své sympatie.
Co se novodobé historie týče, Česká republika navázala oficiální diplomatické styky s Haiti až roku 2005, kdy český velvyslanec při OSN Hynek Kmoníček a haitský diplomat Léo Mérorès v New Yorku podepsali společné prohlášení o navázání vztahů, nicméně českou komunitu i zájmy zajišťuje především české velvyslanectví v kubánské Havaně či venezuelském Caracasu, přestože roku 2007 byl v Port-au-Prince otevřen honorární konzulát České republiky. K roku 2009 Česká republika s Haiti neměla uzavřenou žádnou bilaterální smlouvu a ani oficiálně neposkytovala žádnou formu státní pomoci; s výjimkou povodní roku 2003.
Naopak nestátní neziskové humanitární organizace v této oblasti svou aktivitu postupně rozvíjí. Příkladem může být Arcidiecézní charita Olomouc pomáhající Haiťanům realizovat rozvojové projekty, jako je výstavba čističek vody a zdravotnických středisek. Oblíbenou formou pomoci je také adopce na dálku.